# Anopsicus jeanae
Anopsicus jeanae is een spinnensoort uit de familie trilspinnen (Pholcidae). De soort komt voor in Mexico.